# Classe Gleaves
La classe Gleaves fu una classe di cacciatorpediniere della United States Navy composta da 66 unità, varate a partire dal 1940 e attive durante la seconda guerra mondiale; la classe è nota anche come classe Livermore perché la standardizzazione dei modelli iniziò con la terza unità della serie, lo USS Livermore appunto.
Le unità di questa classe erano molto simili alla contemporanea classe Benson, da cui si distinguevano solo per pochi dettagli; erano inoltre un derivato della precedente classe Sims, di cui costituivano un potenziamento.

## Servizio
Nell'aprile 1941 una nave della classe Gleaves, il cacciatorpediniere USS Niblack, eseguì un lancio di bombe di profondità contro un sospetto U-Boot, il primo attacco eseguito da una nave statunitense nel corso della seconda guerra mondiale, mentre nell'ottobre dello stesso anno un'altra unità della classe, il cacciatorpediniere USS Kearny, mentre era impegnato nella scorta del convoglio SC48, divenne la prima nave americana silurata nel conflitto, in un momento in cui gli Stati Uniti non erano ancora formalmente coinvolti.
Tredici unità della classe andarono perdute in azione durante gli eventi della seconda guerra mondiale: Gwin, Meredith, Monssen, Emmons, Aaron Ward e Duncan nell'Oceano Pacifico; Corry e Glennon presso le coste della Normandia; Bristol, Maddox e Beatty nel Mediterraneo. L'Ingraham affondò dopo una collisione con la nave rifornimento USS Chemung (AO-30) nel 1942, la Turner andò perduta a causa di un'esplosione interna nel 1944.
Nel dopoguerra le unità della classe Gleaves furono poste in disarmo e progressivamente radiate dal servizio attivo, con alcune usate come navi-bersaglio, mentre altre vennero esportate verso marine di nazioni amiche. La Turchia ottenne quattro unità nel 1949: USS Lansdowne (rinominata TCG Gaziantep (D-344)), USS Buchanan (TCG Gelibolu (D-346)), USS Lardner (TCG Gemlik (D-347)) e USS McCalla (TCG Giresun (D-345)); la Grecia due nel 1951: USS Eberle e USS Ludlow ribattezzate Niki (D63) e Doxa (D20); due vennero cedute a Taiwan: USS Rodman nel 1955 come Hsien Yang (DD-16) e USS Plunkett nel 1959 come Nan Yang (DD-17); il Giappone ricevette nel 1954 la USS Ellyson e la USS Macomb che presero servizio come Asakaze (DD 181) e Hatakaze (DD 182); la Marina Militare acquisì nel 1951 il cacciatorpediniere USS Nicholson ribattezzandolo Aviere (distintivo ottico D 554) e inserendolo nella classe Artigliere.

## Unità della classe Gleaves
- Gleaves (DD-423)
- Niblack (DD-424)
- Livermore (DD-429)
- Eberle (DD-430)
- Plunkett (DD-431)
- Kearny (DD-432)
- Gwin (DD-433)
- Meredith (DD-434)
- Grayson (DD-435)
- Monssen (DD-436)
- Woolsey (DD-437)
- Ludlow (DD-438)
- Edison (DD-439)
- Ericsson (DD-440)
- Wilkes (DD-441)
- Nicholson (DD-442)
- Swanson (DD-443)
- Ingraham (DD-444)
- Bristol (DD-453)
- Ellyson (DD-454)
- Hambleton (DD-455)
- Rodman (DD-456)

- Emmons (DD-457)
- Macomb (DD-458)
- Forrest (DD-461)
- Fitch (DD-462)
- Corry (DD-463)
- Hobson (DD-464)
- Aaron Ward (DD-483)
- Buchanan (DD-484)
- Duncan (DD-485)
- Lansdowne (DD-486)
- Lardner (DD-487)
- McCalla (DD-488)
- Mervine (DD-489)
- Quick (DD-490)
- Carmick (DD-493)
- Doyle (DD-494)
- Endicott (DD-495)
- McCook (DD-496)
- Frankford (DD-497)
- Davison (DD-618)
- Edwards (DD-619)
- Glennon (DD-620)

- Jeffers (DD-621)
- Maddox (DD-622)
- Nelson (DD-623)
- Baldwin (DD-624)
- Harding (DD-625)
- Satterlee (DD-626)
- Thompson (DD-627)
- Welles (DD-628)
- Cowie (DD-632)
- Knight (DD-633)
- Doran (DD-634)
- Earle (DD-635)
- Butler (DD-636)
- Gherardi (DD-637)
- Herndon (DD-638)
- Shubrick (DD-639)
- Beatty (DD-640)
- Tillman (DD-641)
- Stevenson (DD-645)
- Stockton (DD-646)
- Thorn (DD-647)
- Turner (DD-648)